# Disperzijska bojila
Disperzijska bojila su u obliku vodenih disperzija, iz kojih čestice bojila prelaze u omekšana sintetska vlakna i u njima tvore čvrste otopine. Disperzna bojila se melju u prah u nazočnosti tvari koja pomaže disperziju, te skladište kao pasta, sprej ili prah. Uglavnom se koriste za bojanje poliestera. Disperzijska bojila u vodi su netopljiva ili teško topljiva, pa se za bojenje upotrebljavaju u obliku finih vodenih suspenzija u prisutnosti disperzionih sredstava (sapuna, deterdženata). Suspendiranu boju materijal apsorbira (upije) nakon što je ona prodrla u intermicelarne šupljine. Kemijski su to jednostavna antrakinonska bojila, monoazo-bojila i azometinska bojila, a imaju obično veći broj supstituenata: amino-, alkoksi-, hidroksialkil-, halogen, nitro- ili cijano-skupina. Primjenjuju se za bojanje acetatne svile i sintetičkih vlakana. 

## Umjetna bojila
Umjetna bojila ili sintetska bojila pojavljuju se nakon sinteze mauveina iz anilina (W. H. Perkin, 1856.). Njihova se tržišna primjena temeljila na proizvodnji velikih količina anilina iz katrana kamenog ugljena kao sirovine (otuda naziv katranske, odnosno anilinske boje). Nakon otkrića diazotacije i alizarinske sinteze u drugoj polovici 19. stoljeća, ostvarena je industrijska sinteza indiga, kongo crvenila, indantrena i mnogih drugih bojila. Disperzijska bojila uvedena su 1923., a reakcijska 1956. Bojila za tekstil u Hrvatskoj proizvodi od 1950. zagrebačka tvornica "Chromos – Organske boje". Umjetna bojila su jeftinija i velike učinkovitosti, stoga danas drže vodeći položaj u proizvodnji.
Sintetska bojila mogu se podijeliti prema materijalu koji se njima bojaju na bojila za tekstil, za kožu, za papir, za plastične mase, za hranu, za ulja, masti, voskove, tekuća goriva i maziva, za premazna sredstva i naliče i za druge specijalne svrhe. Bojila za tekstil mogu se podijeliti na bojila za biljna vlakna, za životinjska vlakna, za sintetička vlakna i za miješana vlakna ili tkanine. Među bojila za specijalne svrhe idu bojila za mikroskopiju, za fotografiju, za kozmetiku, za pirotehniku, za farmaceutske svrhe, za kemijsku analizu (indikatori).
Prema svojstvima bojanja dijele se bojila u ove grupe:
- bojila topljiva u vodi: 
  - bazna,
  - kisela,
  - močilna,
  - metalkompleksna,
  - supstantivna (direktna),
  - reaktivna,
  - leukoesteri reduktivnih bojila (indigosoli);
- bojila topljiva u alkoholu;
- bojila netopljiva u vodi: 
  - bojila koja se redukcijom mogu prevesti u leukospojeve topljive u vodi (reduktivna i sumporna bojila),
  - disperziona bojila,
  - bojila topljiva u mastima i uljima,
  - pigmentna bojila,
  - bojeni lakovi;
- bojila koja se grade na vlaknu (materijalu): 
  - naftol-AS bojila,
  - acetatna bojila za razvijanje,
  - oksidaciona bojila,
  - bojila koja nastaju u diazotipiji,
  - bojila za višeslojnu fotografiju u bojama.[2]